# セルワークス
有限会社セルワークス（CELLWORKS）は、株式会社ピックス系列のアダルトゲーム制作会社。大阪市中央区に本社を構える。2003年（平成15年）に「Extry」「CURIOUS」ブランドで始動。その後、各ブランドを統合し「ALL-TiME」を立ち上げ、「ALL-TiME」、「すたじお ちゃお」で活動。現在は公式HPが消滅し、ゲームのリリースも無い。

## 作品一覧
◆印は低価格ブランド
ALL-TiME
- 2008年10月3日 - 極嬢痴漢電車〜快楽絶頂ラッシュアワー
- 2008年11月14日 - 時間封鎖
- 2008年12月12日 - スク水×乙女＝恋心
- 2009年4月10日 - 息子の嫁は親父の女
- 2009年7月10日 - 肉体操作
- 2009年9月18日 - 性喰体育教師〜学園初出し生搾り
- 2009年10月23日 - ジェイルブレイク
- 2010年3月26日 - Candy Doll
- 2010年5月28日 - 令嬢サディスティック 下剋上コンスピラシー
- 2010年7月16日 - 魔王の淫具
- 2010年10月29日 - 普通じゃないッ!!
- 2011年4月8日 - 規制不可 〜俺は実在しないので、ナニをヤッても許される〜
- 2011年5月27日 - Mてぃーちゃー 彼女♂の悩み多き教育事情
- 2011年8月5日 - ぜっちょースパイラル!!
- 2012年4月27日 - 妹が僕を狙ってる
- 2012年6月22日 - 真・蟻地獄
- 2012年10月26日 - 僕だけの少女 〜狂おしいほど君が好き〜
- 2012年12月14日 - 好きで好きでたまらない
- 発売中止 - アリジゴク[1]

TRUST
- クロス 〜狂気への道標〜
  - オレの氷川雫（「クロス」のスピンオフ作品。「オレの奴隷 氷川雫」「オレの恋人 氷川雫」の2作構成）
- LUST 〜催淫常態〜
- 画師 〜隠された思い〜
- 不法挿入 〜生簀の住人〜
- 魔法戦姫エンジェル☆ナナ
- 凌辱スカウト 〜アイドル独占契約〜

◆Stellar
- 彼女のお飼い者 〜2LDKペット付き〜
- 視姦同盟
- 人妻恥辱百貨店
- 兄嫁ひとみ（外部開発作品。ダウンロード販売のみ）
- はに×ばに
- ひかえぃ!
- 処女∞レイプ
  - 連続＞＞＞レイプ
- らくてん 〜この世の楽園?あの世の天国!?〜

◆Lyric
- レーベンスエンデ

Extry
- ヨリドリ 〜魅惑の型録遊戯〜
- Master&Slave 〜御主人様と雌奴隷〜
- 春色吐息 〜禁録・水蜜桃の姉妹たち〜
- 美醜 〜恥虐の牝奴隷〜
- 黄泉ビト知ラズ 〜甘い雌蕊の性徴詩〜

CURIOUS
- 逆醜 〜性癖の美学〜
- Pink Style
- 妹れしぴ〈e-moterecipe〉
- ニイハオ!你好

◆MarryBell
- 遊具 〜女蜜玩具・艶姿〜
  - 遊具2 〜第二禁書ノ望ムモノ〜
- 痴漢遊戯
- いつわり 〜淫虐の美人姉妹〜
  - あくらつ 〜恥辱の百合姉妹〜
- 爆裂乙女SEXYマリィ
- 聖淫の迷宮
- ぴん☆すた 〜絶頂皆伝3姉妹〜
- きのみの 〜コスプレ研へようこそ〜
- まわり姫
- 永遠ズ語リ 〜少女凌辱秘抄〜
- 姦獄水泳部 〜競泳水着に食い込む淫靡な肢体〜
- 奪痴人妻（ダッチワイフ） 〜おまえの妻はオレの肉人形（モノ）〜

すたじお ちゃお
- 2012年3月23日 - 水の都の洋菓子店

## 主なスタッフ
原画
- 葵渚
- さだヲ

シナリオ
- 琴羽之文
- なるみおかず

## 備考
- かつてアダルトゲーム制作の傍ら、ホームページ内でアルパインエア製保存食の通信販売も行っていたことがある。